# Katsumi Komagata
 (juin 2019).
Si vous disposez d'ouvrages ou d'articles de référence ou si vous connaissez des sites web de qualité traitant du thème abordé ici, merci de compléter l'article en donnant les références utiles à sa vérifiabilité et en les liant à la section « Notes et références ».
Pour les articles homonymes, voir Komagata.
Katsumi Komagata (駒形克己) est un artiste japonais né en 1953 à Shizuoka et mort le 29 mars 2024. À partir de 1990, il crée des livres pour enfants qu'il édite via sa propre maison d'édition, One Stroke, située à Tokyo. Ses créations sont réalisées en papiers colorés découpés, se dépliant et se superposant. En France, ses livres sont diffusés par Les Trois Ourses.

## Biographie
Katsumi Komagata est un designer graphique né au Japon dans la région de Shizuoka en 1953. Après avoir été l'assistant de l'affichiste Kazumasa Nagaï, il part travailler aux États-Unis pour CBS à New York à partir de 1977. En 1981, il obtient la médaille d'argent du Club des directeurs artistiques de New York. En 1983, Katsumi Komagata est de retour au Japon et travaille l'identité visuelle en 1985 dans la mode, chez Comme des garçons, Zucca et directeur artistique pour le magazine photo Déjà vu.
En 1986 il fonde son propre studio de graphisme, One Strok], qui deviendra également sa maison d'édition.
À la suite de la naissance de sa fille Aï en 1989, Komagata conçoit ses premiers livres pour enfants à partir de 1990.
En 1992, il expose ses livres pour la première fois au musée de Niigata, puis la série complète à Osaka en 1993, et en France à Villeurbanne en 1994 puis tourne au Portugal, en Italie, en Suisse, en Nouvelle-Calédonie, à l'île de la Réunion, en Corée, en France et au Japon.
Depuis 1993, il est membre actif du Conseil de la ville de Tokyo à l'amélioration de l'environnement pour les enfants.
En 2003-2004, il collabore avec l'association les Doigts qui rêvent, les Trois Ourses et le Centre Pompidou, et conçoit des livres pour les enfants mal voyants.
En 2005-2006, il conçoit le design et la signalétique intérieur du département de pédiatrie du nouvel hôpital de Kyushu au Japon.

### Prix
- En 2000, il obtient la mention spéciale du prix d'initiation à l'art du Bologna Ragazzi Award.
- En 2006 il reçoit le prix Good design pour son travail à l'hôpital de Kyushu.
- Grâce au livre Petit arbre, il obtient la mention spéciale dans la catégorie fiction du Bologna Ragazzi Award en 2010.
- Petit arbre a également été lauréat du Concours du plus beau livre français en 2009.

## Influences
C'est lors de son séjour à New York que Katsumi Komagata découvre dans une librairie les livres de Bruno Munari et Leo Lionni. Son intérêt grandissant du livre pour enfant sera expérimenté à la naissance de sa fille Aï en 1990, pour laquelle il conçoit des cartes sur lesquelles il inscrit des jeux de formes et de couleurs, des pliages et des découpes qui poursuivront son développement sensitif et intellectuel. Ces cartes deviendront sous forme éditées dix livrets intitulés Little Eyes.
Son travail peut être mis en parallèle avec les livres de Iela Mari, dont il conçoit un catalogue rétrospectif en 2014 ainsi qu'avec d'autres artistes comme Fredun Shapur, Warja Lavater, Tana Hoban ainsi que de nombreux artistes publiés chez les Trois Ourses qui œuvrent pour le « livre artistique » pour enfant.

## Intentions et mise en œuvre
Katsumi Komagata conçoit ses premiers livre à partir de l'observation personnelle et de l'expérimentation avec sa fille Aï. Les livres se suivent dans un ordre de progression, et accompagnent le développement intellectuel et sensitif de l'enfant. Par ses livres il souhaite transmettre aux enfants le plaisir de lire mais surtout à les rendre autonomes.
Pour lui un livre pour enfant ne doit pas forcément être un livre épais, que l'on doit adapter à l'enfant pour qu'il ne l’abîme pas. Au contraire, il souhaite que l'enfant prenne conscience de la fragilité du papier, d'y faire attention ou bien de l’abîmer, constater, réparer, accepter. Pour lui la vie est faite d'usure et c'est pourquoi un livre doit être abimé pour être consulté.
C'est aussi une manière pour lui de questionner le livre en soi, dans sa forme et son potentiel narratif, qu'il souhaite le déconstruire :
« Un livre normal a un commencement, un développement et une fin. Mais dans la vie normale, il y a des imprévus. Alors j'ai voulu détruire la forme traditionnelle du livre. »
Son intérêt pour la matérialité du livre prend sens en donnant une 3e dimension à l'image plate de l'imprimé. Pour lui le cinéma a un intérêt voisin : sur l'écran plat sont projetées des images en mouvement.
Dans cette conception matérielle du livre existe son expérimentation physique, regarder, toucher, sentir, le mouvement est créé alors par le lecteur qui tourne les pages du livre, fait circuler un courant d'air. Il déclare à ce propos « Je voudrais réaliser des dessins pour faire sentir l'air, le temps et l'espace. »

### Little eyes1990-1992
Little eyes vient de petits yeux en anglais , mais est aussi une référence au prénom de sa fille Aï, et de I, moi en anglais. Dans cette série de petits livrets dépliables se déclinent jeux de formes et de découpes, couleurs et associations qui aident l'enfant dans son développement. Il accompagne les différents passages de l'enfant, d'abord par des jeux de contraste, de proche et de lointain, du réel au virtuel, du figuratif au non-figuratif, jusqu'à la nomination et finit par une forme plus complexe d'objets-livre.

### Bleu, jaune, vert, 1994
Une série de livres succède aux Little eyes, tirés de souvenirs d'enfance que Katsumi Komagata raconte à chaque fin de ses ouvrages. La narration s'étire sur des livres uniques et joue sur différentes textures et couleurs de papier.
La couverture se déploie de la même manière par une découpe, laissant entrevoir l'intérieur du livre. Ils sont constitués du même type de papier tout en variant leur colorimétrie.
Les feuilles de papiers se superposent et changent de format au long du livre, de manière horizontale ou verticale selon son propos. Du bleu au bleu raconte l'expérience de la baignade en mer, où la distance entre ciel et mer n'existent plus. Du jaune au rouge raconte l'histoire d'un poussin qui cherche ses parents et développe les notions de distance et de temps. Du vert au vert exprime la notion de hauteur, d'intérieur-extérieur et du souvenir de promenades dans les hautes herbes.
Pour Bruits du vent, Pacu Pacu et L'endroit où dorment les étoiles, Katsumi Komagata empreinte les mêmes principes.

### Petit Arbre
Petit arbre est un livre animé en pop-up qui suit l'évolution d'un arbre selon le cycle des saisons. L'ombre de l'arbre est suggérée par l'animation en pop-up et aussi une ombre dessinée. C'est un livre qui se lit de chaque côté, le conteur et le lecteur pouvant se mettre face à face, le livre entre eux. C'est un livre qui suggère une expérience de lecture partagée.

### Trouve le!
Found It ! Est un livre imprimé sur du papier calque dont les parties imprimées dissimules des insectes et autres animaux que le lecteur découvre en tournant les pages.
Bruno Munari avait expérimenté le papier calque pour évoquer le brouillard, dans le livre Dans le brouillard de Milan.

### HanaetNora
Hana et Nora sont deux livres pour une même histoire. Chaque livre faire découvrir un point de vue différent de la rencontre entre un chien et un chat.

### Jouets
Katsumi Komagata a également élaboré des jouets et des mobiles.
Block'N Block est un jeu en bois qui décompose sur 4 faces plusieurs visages, semblables aux jouets de Fredun Shapur et Enzo Mari.
Il réalise également des mobiles en papier découpé qu'il édite pour la société de jouets pour enfants française Djeco.

## Méthode de travail

### Expérimentations, observations et souvenirs
Les premiers livres de Katsumi Komagata ont été conçus à partir d'observations et d'expérimentations avec sa fille. Par la suite il s'est inspiré des difficultés qu'elle rencontrait à l'école, mais aussi de ses propres souvenirs d'enfance.

### Ateliers, rencontres, expositions
Les expérimentations visuelles et narratives sont aussi des points de départ de ses livres qui dialoguent comme origine ou application lors d'ateliers avec des enfants et des adultes, qu'il pratique depuis plusieurs années, en France en particulier avec l'école des Trois ourses, au Japon et dans de nombreux pays où il est invité à présenter son travail.

## Diffusion

### La pratique de l'auto-édition
Les livres de Katsumi Komagata sont originellement auto-édités pour des raisons pratiques et financières. Ce sont des livres imprimés en petite quantité, fragiles et difficiles à reproduire. C'est pourquoi de nombreux éditeurs ont refusé ses livres, pensant qu'ils ne seraient pas commercialisables. Auto-éditer ses livres lui offre ainsi une grande liberté dans leur réalisation.

### Travail avec les bibliothèques et collectivités
À partir de sa collaboration avec l'association des Trois Ourses, son travail est diffusé dans les collectivités, hôpitaux et les bibliothèques afin de le rendre accessible aux enfants. Les éditions des Trois Ourses ont conçu pour cette occasion des valises, boîtes en plastique dans lesquelles des mousses de couleur organisent le rangement de ses différents ouvrages.

## Collaboration
- En 2004 et 2009, il collabore avec l'association Les doigts qui rêvent, pour les enfants mal voyants. L'artiste Warja Lavater a également collaboré avec la maison d'édition.
- De cette collaboration en co-édition entre One Stroke, les Trois ourses, les Doigts qui rêvent et le Centre Pompidou naîtrons les livres Feuilles, Plis et Plans, Montagnes.
- En 2004, il réalise le livre L'endroit où dorment les étoiles, offerts à tous les enfants nés cette année-ci par la ville de Grenoble.
- En 2006, il conçoit le design et la signalétique intérieure du département de pédiatrie de l'hôpital de Kyushu pour lequel il gagne le prix Good Design.
- En 2015, il réalise le livre Aller-retour sur les pictogrammes que Jean Widmer avait dessiné pour les autoroutes des France.